# Pristidia viridissima
Pristidia viridissima là một loài nhện trong họ Clubionidae.
Loài này thuộc chi Pristidia. Pristidia viridissima được Christa L. Deeleman-Reinhold miêu tả năm 2001.